# Santiago Echandi Ercila
Santiago Echandi Ercila (Pamplona, 12 de mayo de 1953) es un historiador, crítico literario y artístico, poeta y ensayista español.
Autor de una obra variada, destaca primero como poeta, publicando en 1985 el poemario Emblemas. Entre sus ensayos filosóficos figura La fábula de Aquiles y Quelone: ensayos sobre Zenón de Elea (1993), investigación sobre el filósofo griego. Como historiador es autor de una obra de referencia: Corpus de la rolandiana pirenaica: lugares y leyendas de Roldán en los Pirineos (2000), en torno a las leyendas pirenaicas sobre Roldán. Asimismo, Echandi ha sido codirector de la revista El Híbrido.